# Maroesja Lacunes
Margaret Solveigh Maroesja Lacunes (Amsterdam, 11 september 1945) is een Nederlands actrice en zangeres die vooral bekend is geworden door de rol van Tika, de dochter van Tita Tovenaar. 

## Loopbaan
Lacunes is de dochter van Toby Rix (1920-2017) en zangeres Sid (Seyerdina Groenhuijzen). Zij maakten deel uit van het Rainbow Trio en hadden een ongelukkig huwelijk. Ze is getrouwd met Henk Votel, beter bekend als opa in de televisieserie Tita Tovenaar, maar het huwelijk kwam een aantal jaren later. Ze is de zus van zanger Jerry Rix (Geertjan Lacunes, 1947-2016, single Ebb tide). 
In haar kinderjaren deed Lacunes aan Scapino Ballet te Amsterdam (1950-1958). Daarna was het tijd voor Het Nieuw Lyceum in Hilversum. Ze ging in 1966 studeren aan de Amsterdamse toneelschool, maar hield het daar na een jaar voor gezien. In 1967 begon ze met jeugdtheater bij het Amsterdams jeugdtoneel. Later richtte ze theatergroep 'Wederzijds' op. Ze speelde eind jaren zestig en begin jaren zeventig ook enkele kleine rollen in televisieseries, waaronder Swiebertje. Van 1972 tot 1974 speelde ze Tika, de dochter van Tita Tovenaar; hetgeen een Swiebertje-effect opleverde. Van 1978 tot 1981 nam ze deel aan het Theater van de Lach.
Vanaf de jaren tachtig hadden muziek en theater een steeds belangrijker plaats in in haar loopbaan. Ze speelde Brecht, maar ook eenakters van Harold Pinter en Herman Heijermans, en komedie met het Theater van de Lach. Naast een lange carrière in het theater – meestal speelde ze in kleinere theaters – bleef ze ook rollen spelen in televisieproducties (zoals 12 steden, 13 ongelukken en Onderweg naar Morgen). Van 1987 tot en met 2001 speelde en zong ze in haar eigen theatervoorstelling. Producties zijn gemaakt samen met collega's, maar ook soloprogramma's. In 2001 zette ze een punt achter het theater en ging ze zich toeleggen op tekenen en schilderen. In 2002 verscheen ze in het televisieprogramma Recht van spreken, dat uitgezonden werd op RTL 4. In 2008 was er een item op regionale televisiezender RTV-NH samen met haar man Henk Votel vanwege een nieuw gemaakte serie van TiTa Tovenaar, die uitgezonden werd op Nederland 3.
Later leende ze haar stem vooral voor voice-overs, commercials en de nasynchronisatie van animatie- en speelfilms. Ook heeft zij een eigen atelier in het souterrain van Galerie De Stoker in Amsterdam-West, waar nog drie andere kunstenaars zitten, te weten Bastiaan Meijer, Jorien Röling en Claudia van Eck.

## Autobiografie
In 2022 bracht Lacunes haar autobiografie uit: De Tovenaarsdochter. In ons gezin werd alles vergiftigd. Eerste opzet waren autobiografische verhalen. Toen haar vader, moeder en broer vlak achter elkaar overleden, vond ze (het) tijd om een gehele biografie te schrijven, in eerste instantie voor privégebruik. Ze werd ondersteund door Pauline Slot, ontmoet op de Schrijversvakschool, die haar ook overhaalde het wel openbaar te publiceren; Maroesja had zich in haar ogen  te veel op de achtergrond gehouden. De titel verwijst zowel naar de televisiereeks als haar vader. Thema is Verdriet om dat wat in het leven niet in orde is.

## Filmografie
- De Broodtrommel (1996)
- Het Grote Geluk (1994)
- Glazuur (1994)
- De Samuel Falklandshow (1990)
- Ik ben Joep Meloen (1981)
- Het Bewijs (1980)
- Blindgangers (1977)
- Tsantsa (1970)
- Rembrandt Vogelvrij (1969)

## Televisie
- Marjolein en het geheim van het slaapzand (2010)
- Recht van spreken (2002)
- Blauw blauw (1999)
- Onderweg naar Morgen (1997)
- Duidelijke Taal (1997)
- 12 steden, 13 ongelukken (1996 en 1994)
- Je geld of je leven (1986)
- Kijk mij nou (1983-1986)
- Mensen zoals jij en ik (afl. "Het rijbewijs") (1982)
- Als de nood aan de man komt (1978-1979)
- Met goed fatsoen (1975)
- Tita Tovenaar (1972-1974)
- Swiebertje (1970-1971)
- Het Martelaarschap van Pjotr O'Heyiebertje (1968-1969)
- John Gabriël Borkman (1968-1969)
- Alleen op de wereld (1965-1966)

## Theater
Fluitman & Lacunes
- De Herberg (1998-2001)
- De Villa (1998-2001)
- café-Chantant F&L (1998-2001)

Toneelgroep Randstad
- Een damesbries (1998)
- Noises off (1996)

Het Auteurstheater
- Heyermans, Williams, Pinter (1992-1993)

Mijne heren!
- Enchanté (1994-1997)
- Ach, Moeder! Nog Meer! (1991-1993)
- Mijne heren! (1988-1991)

Vrije Productie
- Brecht het leven zelf (1988)

Lopend Vuur
- Happy End (1987)

Toneelgroep De Jordaan
- Noisses Off (1987)
- The Collection (1986)

Kip, straattheater
- De muren van Swampen (1985)
- Sar II (1984)

Sater
- Zal ik je moeder even geven (1980-1981)

Toneelgroep Hooker
- De twee vriendinnen en hun gifmoord (1979-1980)

Theater van de Lach
- Nee schat nu niet (1978-1979)
- In de kast op de kast (1977-1978)

Wederzijds
- producties voor en met jeugd (1970-1972)

Cabaret Prinsheerlijk
- Kroegtheatercabaret (1968-1970)

Amsterdams Volkstoneel
- Gipsy (1976-1977), musical
- Spelletjes met Vuur (1968-1969), musical
- Rooie Sien (1968)

De Nederlandse Comedie
- Gijsbrecht van Aemstel (1967-1968)
- De honger en de dorst (1967-1968)

Het Amsterdams Jeugdtheater
- Diverse producties (1967-1968)

Amsterdamse Toneelschool
- 1966-1967